# Acropteris hypocrita
Acropteris hypocrita is een vlinder uit de familie uraniavlinders (Uraniidae). De wetenschappelijke naam van deze soort is voor het eerst geldig gepubliceerd in 1872 door Snellen.
De soort komt voor in tropisch Afrika.